# Tamanduá
Tamanduá es un género de mamíferos placentarios del orden Pilosa, conocidos vulgarmente como tamanduás y osos meleros, que  incluyen dos especies de osos hormigueros. Estas dos especies de osos hormigueros habitan México, Centroamérica y Sudamérica, muy similares en aspecto y costumbres, que se diferencian básicamente por su distribución geográfica.

## Etimología
La palabra "tamanduá" es de origen guaraní [Ta-monduá], y significa "cazador de hormigas".

## Características
Tiene un hocico alargado y convexo, adaptado especialmente para su alimentación. Posee pelaje de color amarillo dorado y tiene una especie de chaleco negro en el lomo, el vientre y los hombros. Presenta cola prensil peluda en la base y pelada en la punta y 4 garras largas y poderosas en las patas delanteras y 5 pequeñas en las traseras.

## Comportamiento
Es un animal de hábitos nocturnos, solitario y arbóreo, aunque se lo puede ver cazando en el suelo; prefiere los bosques con densidad de lianas y cercanos al agua. Es un animal apacible, pero si se ve acorralado o atacado se yergue sobre sus extremidades posteriores y ataca con sus garras, con las que puede causar heridas considerables. Cuando no está activo descansa en un tronco hueco o en la cueva de algún otro animal. Son mirmecófagos, alimentándose de hormigas y termitas.
Los tamanduás pueden reproducirse en cualquier época del año. Después de un periodo de gestación de 130 a 150 días nace una sola cría, su color generalmente es blanco con negro. La madre suele dejar a su cría en un lugar seguro cuando sale en busca de comida, hasta que esta se puede valer por sí sola.

## Importancia
Los tamanduás, por sus hábitos alimenticios, evitan el deterioro de los árboles comiéndo las termitas que los destruyen, ya que éstas en algunos lugares son una verdadera plaga. De hecho algunos indígenas amazónicos tienen tamanduás en sus casas para evitar que las termitas acaben con ellas. 
Lamentablemente son cazados extensivamente. Además, los tendones de su cola son utilizados en la fabricación de cuerdas, a lo que se suma la destrucción del bosque en el que habitan.

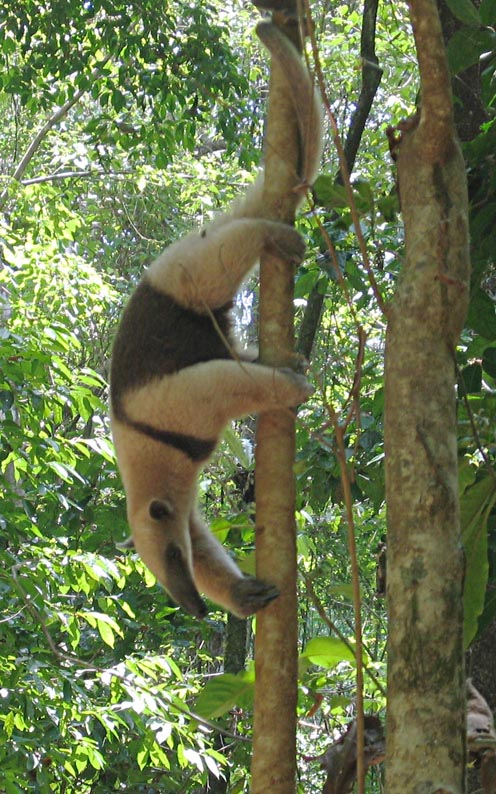
Tamanduá usando su cola prénsil

## Especies
- Tamandua mexicana - tamanduá septentrional
- Tamandua tetradactyla - tamanduá meridional o de cuatro dedos